# Adams County (Colorado)
Adams County is een county in de Amerikaanse staat Colorado.
De county heeft een landoppervlakte van 3087 km² en telt 363.857 inwoners (volkstelling 2000). De hoofdplaats is Brighton.